# Thunbergia anatina
Thunbergia anatina är en akantusväxtart som beskrevs av Raymond Benoist. Thunbergia anatina ingår i släktet thunbergior, och familjen akantusväxter. Inga underarter finns listade i Catalogue of Life.